# Photinia tushanensis
Photinia tushanensis är en rosväxtart som beskrevs av Tse Tsun Yu. Photinia tushanensis ingår i släktet Photinia och familjen rosväxter. Inga underarter finns listade i Catalogue of Life.